# Cowthorpe
Cowthorpe är en by i civil parish Tockwith, i kommunen North Yorkshire, i grevskapet North Yorkshire, i England. Byn är belägen 17 km från York. Cowthorpe var en civil parish fram till 1937 när blev den en del av Tockwith. Civil parish hade 107 invånare år 1931. Byn nämndes i Domedagsboken (Domesday Book) år 1086, och kallades då Coletorp.